# A Poesia Caminha... Histórias de Viagens Sobre Cidades e Sonhos
A Poesia Caminha... Histórias de Viagens Sobre Cidades e Sonhos é um álbum de estúdio dos cantores Jorge Camargo e Gladir Cabral, lançado em dezembro de 2012 de forma independente. O disco foi produzido pelo pianista Fernando Merlino e reuniu canções acerca de viagens, de Jorge e Gladir, a várias cidades do mundo. O projeto gráfico é de Ricardo Szuecs.
Segundo Jorge, "Minha esposa Ana Paula fazia um doutorado em arquitetura. Foi quando o Gladir me enviou uma canção sobre Paris. Ao ouvi-la ela nos sugeriu e incentivou a escrever canções sobre outras cidades. Em pouco tempo, tínhamos o repertório do disco pronto. Ela assinou a produção executiva e nós o gravamos no Rio de Janeiro, com produção artística de Fernando Merlino. Eu o considero uma obra especial pela proposta, pela execução e pelo resultado final. Um tratado sobre poesia e sobre interculturalidade".

## Faixas
1. "Barcelona"
2. "Caminho de Luanda"
3. "Coração de Londres"
4. "Quiero verte, Buenos Aires"
5. "Escuta, Lisboa"
6. "Veneza"
7. "Sol de Bagdá"
8. "Une Chanson"
9. "Havana, flor do Caribe"
10. "Grande maçã"
11. "O que tem o Rio"
12. "Jerusalém"
13. "Pasárgada"